# Tanytarsus ogasatertius
Tanytarsus ogasatertius är en tvåvingeart som beskrevs av Sasa och Suzuki 1997. Tanytarsus ogasatertius ingår i släktet Tanytarsus och familjen fjädermyggor. Inga underarter finns listade i Catalogue of Life.